# 犬牙石斑魚
犬牙石斑魚又稱为龍趸，是輻鰭魚綱鱸形目鱸亞目鮨科的其中一種，分布於東大西洋區，從葡萄牙至安哥拉海域，包括地中海，棲息深度30-200公尺，體長可達157公分。棲息在沙泥底質海域，為底棲性魚類，屬肉食性，以魚類及無脊椎動物為食，可做為食用魚。